# Stade Lavallois
A Stade Lavallois Mayenne Football Club (röviden Stade Laval, vagy Laval) egy 1902-ben alapított francia labdarúgócsapat, melynek székhelye Lavalban található. A klub színei: narancs és fekete. Hazai pályájuk a Stade Francis Le Basser, melynek befogadóképessége 18 739 fő.

## Sikerlista
- Francia ligakupagyőztes (2): 1982, 1984

## Fordítás
- Ez a szócikk részben vagy egészben  a   Stade Lavallois című angol Wikipédia-szócikk fordításán alapul.  Az eredeti cikk szerkesztőit annak laptörténete sorolja fel. Ez a jelzés csupán a megfogalmazás eredetét és a szerzői jogokat jelzi, nem szolgál a cikkben szereplő információk forrásmegjelöléseként.